# 830

## Události
Začíná vládnout Mojmír I., tím začíná rod dynastie Mojmírovců.

## Narození
Velkomoravský kníže Svatopluk I.

## Hlava státu
- Morava – Mojmír I.
- Papež – Řehoř IV.
- Anglie
  - Wessex a Kent – Egbert
  - Mercie – Egbert » Wiglaf
- Franská říše – Ludvík I. Pobožný + Lothar I. Franský
- První bulharská říše – Omurtag
- Byzanc – Theofilos
- Svatá říše římská – Ludvík I. Pobožný + Lothar I. Franský